# Pionniers mormons en charrettes à bras
 (janvier 2025).

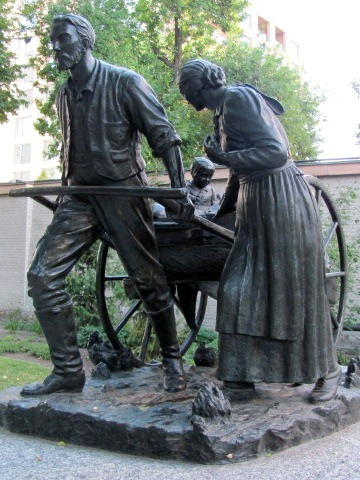
The Handcart Pioneer Monument, sculpture de Torleif S. Knaphus, situé sur Temple Square à Salt Lake City, Utah.

Les pionniers mormons en charrettes à bras sont les pionniers mormons, les membres de l’Église de Jésus-Christ des Saints des Derniers Jours qui ont participé à la migration vers Salt Lake City, dans l’Utah, en utilisant des charrettes à bras pour transporter leurs biens, entre 1856 et 1860.
Motivés à rejoindre leur communauté en Utah, mais manquant de fonds pour investir dans des attelages, près de 3 000 pionniers mormons d’Angleterre, du Pays de Galles, d’Écosse et de Scandinavie ont fait le voyage de l’Iowa ou du Nebraska à l’Utah en dix périples en charrettes à bras. Ce fut un désastre pour deux d'entre eux : les convois Willie et Martin. Elles commencèrent leur voyage à la fin de 1856 et éprouvèrent de fortes chutes de neige et des températures rigoureuses dans le centre du Wyoming. Malgré une intervention de sauvetage très importante, plus de 210 des 980 pionniers périrent en cours de route. John Chislett, un survivant, a écrit : « Plus d’un père a tiré sa charrette, avec ses petits enfants dessus, jusqu’au jour précédant sa mort. »
Bien qu’environ cinq pour cent seulement des Saints des derniers jours émigrant de 1846 à 1868 aient fait le voyage vers l’ouest à l’aide de charrettes à bras, ils sont devenus un symbole important de la culture mormone, représentant la fidélité et le sacrifice de la génération des pionniers. Ils continuent d’être reconnus et honorés lors d’événements tels que la Journée des pionniers, les spectacles de l’église et d’autres commémorations similaires.

### Source
- (en) Cet article est partiellement ou en totalité issu de l’article de Wikipédia en anglais intitulé « Mormon handcart pioneers » (voir la liste des auteurs).